# Maaya Sakamoto
Maaya Sakamoto (坂本 真綾 Sakamoto Maaya?,  Itabashi, Tokio, 31 de marzo de 1980) es una actriz, seiyū y cantante japonesa. Hizo su debut como actriz de doblaje en 1992 como la voz de Chifuru en el anime Little Twins, y se hizo conocida como la voz de Hitomi Kanzaki en el anime, Tenkū no Escaflowne. Otros  de sus papeles conocidos son los de Leila Malcal en Code Geass: Akito the Exiled, Ciel Phantomhive en Kuroshitsuji, Shinobu Oshino en la serie de Monogatari, Shiki Ryōgi en Kara no Kyōkai, Haruhi Fujioka en Ouran High School Host Club, Merlin en Nanatsu no Taizai, Motoko Kusanagi en Ghost in the Shell: Arise, etc. Su carrera discográfica comenzó en 1997. Es una de las seiyūs más populares de Japón, con una vasta experiencia como actriz de doblaje de anime. En 2011 se casó con su compañero Kenichi Suzumura.

## Biografía
En los primeros años de su vida, Sakamoto ya incursionaba en el ambiente artístico, actuando dentro de una compañía de teatro. En 1988, a la edad de ocho años, debuta como seiyū en los doblajes de la serie norteamericana Our House, que en Japón fue transmitida por la cadena nacional NHK. Su primer trabajo en una serie de animación fue más tarde con The Land Before Time, serie de pequeños dinosaurios en dibujos animados basada en la película de 1988 de mismo título, dirigida por Don Bluth y producida por Steven Spielberg y George Lucas.
Sakamoto comenzó a prestar su voz para diversos programas de televisión y también comerciales, pero nunca hizo una aparición como ella misma en algún lado; se mantuvo bastante distante del mundo del entretenimiento. Dentro de esta época en la precoz carrera de Maaya como doblista, se dedicó principalmente a las series no-japonesas, en especial en inglés, entre las que destaca su doblaje dentro de la serie My Girl, donde dobló por primera vez un rol protagónico.
En 1996, ya habiendo alcanzado sus 100 primeros trabajos como doblista de series, a los quince años de edad Sakamoto conoce a Yōko Kanno, y bajo su apoyo y producción musical debuta como cantante. Interpretando el rol protagónico en la serie La visión de Escaflowne, cuya música estaba a cargo de Kanno, le fue concedida la oportunidad de que su sencillo debut "Yakusoku wa Iranai" fuera el opening de dicha serie animada. Yoko Kanno y sus músicos cercanos asesorarían por completo la carrera de la joven, escribiendo sus letras -Yuho Iwasato para canciones en japonés y Tim Jensen para canciones en inglés-, componiendo y produciendo cada uno de sus lanzamientos como cantante.
En 1999 su segundo álbum de estudio, DIVE, fue escogido como el Mejor Álbum Pop de ese año por la revista nipona Music Magazine. Este mismo año lanzó su primera compilación de éxitos, Single Collection + Hatchpotch, donde varios de los temas formaron parte de varias series de anime como The Vision of Escaflowne, Clamp Gakuen Tanteidan, Record of Lodoss War y Card Captor Sakura.
Desde al acierto de Escaflowne, las puertas se en este rubro se le abrieron completamente, y se hizo de un nombre cotizado en el mundo del doblaje, principalmente en el anime. Pero contrariamente a lo que podría creerse, Maaya continuó con sus estudios, y al salir de secundaria entró a la universidad dentro de la carrera de Sociología, la cual terminó en 2002, obteniendo el título en ese estudio.
Tras varios y esporádicos lanzamientos en su carrera como cantante, en el 2002 con la segunda compilación de sencillos, Single Collection + Nikopachi, logra entrar por primera vez al Top 3 de las listas de Oricon en su país, lo que estabiliza su carrera musical. Desde aquí comienza a tomar este aspecto de su carrera mucho más en serio, y comienza a participar en el musical francés adaptado Les Misérables, en el rol de Éponine.
En el 2004 su álbum Shounen Alice, sin sencillos y sólo contando como promoción masiva el tema "Uchuu Hikoushi no Uta" como tema principal del programa de la NHK Minna no Uta, logró debutar en el n.º 8 de las listas de los más vendidos de Japón la primera semana de su lanzamiento. Este álbum también es el último que contó con la producción de Yoko Kanno y sus cercanos, ya que desde aquí separan sus caminos y Maaya comienza a tomar un rol más protagónico en su música. Desde aquí todos sus trabajos serán canciones escritas por ella, y participará como productora de sus discos.
En el 2007 el grupo de mangakas Clamp, para quienes Maaya ha aportado música para varias de sus series animadas como Card Captor Sakura, Clamp Gakuen Tanteidan y más recientemente Tsubasa Chronicle, escogieron a la artista para interpretar el opening principal (llamado action) de su especial de todos sus trabajos Clamp in Wonderland 2.
En el 2008, Yōko Kanno la contacta para que sea ella, sea la cantante del opening y una versión de Aimo interpretando a la madre de Ranka Lee de Macross Frontier.
En el 2009 lanza su nuevo álbum de estudio Kazeyomi y posteriormente realiza una gira por Japón WE ARE KAZEYOMI!!. El pasado 20 de mayo salió a la venta el DVD Maaya Sakamoto Live Tour 2009 “WE ARE KAZEYOMI!!” en el cual la artista interpreta varios de sus temas famosos como Platina, Saigo no Kajitsu, Mameshiba, entre otros nuevos temas de su último CD, cabe mencionar que en este mismo año lanza su sencillo Magic Number cuyo tema principal es usado como el opening de la serie de anime Kobatode las mangakas Clamp.
En el 2010 lanza un álbum llamado everywhere el cual es un compilado de su trayectoria artística en 15 años, la edición limitada de este incluye un DVD con PV de los temas Magic Number y everywhere. El lanzamiento del álbum fue en el día de us cumpleaños y durante su concierto. Posteriormente saca un sencillo llamado DOWN TOWN / Yasashisa ni Tustsumareta Nara que contiene un DVD con el PV de DOWN TOWN en la edición limitada, al igual que everywhere. Este es su primer sencillo en que canta covers de SUGAR BABE, Yumi Arai y The Folk Crussaders. Ese sencillo fue utilizado para temas de opening del anime Soredemo Machi wa Mawatteiru y la OVA de Tamayura. A finales del año, salió a la venta (en formato DVD y Blu-ray, ambas en edición regular y limitada) Maaya Sakamoto 15th Anniversary Live "Gift" que es la grabación de su concierto de 15 años de trayectoria en la Nippon Budokan.
En el 2011 , el pasado 12 de enero, lanza su séptimo álbum de estudio titulado You can´t catch me siendo composiciones netamentes de ella, y llegando al puesto #1 en el ranking Oricon.
La edición limitada del álbum contiene un CD especial con grabaciones en vivo de su concierto aniversario del 2010.
El 8 de agosto contrajo matrimonio con su compañero de trabajo Ken'ichi Suzumura.
En octubre lanza dos sencillos, una semana después de la otra, el 19 salió Buddy que fue usado como opening de la serie de anime Last Exile y tuvo la colaboración de la banda School Food Punishment y el 26 se lanzó Okaerinasai que fue utilizado como opening del anime Tamayura ~hitotose~ y fue un trabajo en conjunto con Yumi Arai en el cual Sakamoto cantó una canción de ella y la incluyó como cover en el lado B del sencillo llamada "A HAPPY NEW YEAR". Las ediciones limitadas de ambos sencillos contienen un CD con grabaciones de su concierto LIVE TOUR 2011 "You can´t catch me.
En noviembre se pública su tercer miniálbum Driving in the silence que estaría compuesto por una temática de invierno. La edición limitada de este viene con un DVD con PV de Driving in the silence y Sayonara Santa. A finales del año ella realiza un concierto de 5 días en donde canta sus tres miniálbumes de principio a fin llamado LIVE 2011 "in the silence" que posteriormente es lanzado en DVD y Blu-ray en ediciones regular y limitada.

## Filmografía

### Anime
1993
- Little Twins - Chifuru

1996
- Tenkū no Escaflowne - Hitomi Kanzaki
- Mizuiro Jidai - Natsumi Kugayama

1998
- El Hazard - Kauru Taurus
- Cowboy Bebop - Stella Bonnaro
- Nightwalker - Riho Yamazaki
- Record of Lodoss War - Reef

1999
- Omishi Magical Theater: Risky Safety - Mae Katsuragi
- Medabots - Karin Junmai
- Clover - Suu

2001
- Gakkō no Kaidan - Miyuki Watanabe
- Kokoro Library - Syune
- Geneshaft - Beatrice Ratio
- Detective Conan - Yuki Takeno

2002
- King of Bandit Jing - Mimose
- Kanon - Mishio Amano
- Megami Tensei - Athena
- .hack//SIGN - Aura
- Daigunder - Betty
- Barom One - Noriko Kido
- Petite Princess Yucie - Aries
- RahXephon - Reika Mishima / Haruka

2003
- Wolf's Rain - Hamona
- Saint Seiya - Pandora
- .hack//Legend of the Twilight - Aura / Molty
- Heat Guy J - Princess

2004
- Gundam Seed Destiny - Lunamaria Hawke / Mayu Asuka
- Ghost in the Shell: Stand Alone Complex - Kodomo Motoko
- Fantastic Children - Mell

2005
- Tsubasa: RESERVoir CHRoNiCLE - Tomoyo Hime
- Black Jack - Yuuko Mizuhara
- Fushigiboshi no Futago Hime - Ballerina Fairy

2006
- Ouran High School Host Club - Haruhi Fujioka
- Kanon (remake) - Mishio Amano
- Anpanman - Okarina-hime
- Binbō Shimai Monogatari - Kyo Yamada
- Mushishi - Amane (ep 21)
- Naruto - Matsuri

2007
- D.Gray-man - Roufa
- Death Note - Kiyomi Takada

2008
- Hellsing Ultimate - Rip van Winkle
- Soul Eater - Chrona
- Kuroshitsuji - Ciel Phantomhive
- Macross Frontier - Ranshe Mei

2009
- Canaan - Alphard

2010
- Kuroshitsuji II - Ciel Phantomhive
- Arakawa Under the Bridge - nino
- Arakawa Under the Bridge x bridge - nino

2011
- Appleseed XIII - Deunan Knute
- Usagi Drop - Masako Yoshī

2012
- Nisemonogatari - Shinobu Oshino
- Psycho-Pass - Ōryō Rikako
- Nekomonogatari: Kuro - Shinobu Oshino

2013
- Monogatari series Second Season - Shinobu Oshino
- Ghost in the Shell: Arise - Motoko Kusanagi
- Magi: The Kingdom Of Magic - Scherherazade

2014
- Captain Earth - Moco
- Kuroshitsuji III - Ciel Phantomhive

2015
- Arslan Senki (TV) - Falangies
- Go! Princess PreCure - Asuka Kitakaze
- Tokyo Ghoul √A  - Eto
- Nanatsu no Taizai - Merlin
- God Eater - Alisa Ilinichina

2016
- Arslan Senki (TV): Fūjin Ranbu - Falangies
- Fune wo Amu - Kaguya Hayashi
- Joker Game - Miyoko Yasuhara (ep 12)
- Kizumonogatari - Kiss-shot Acerola-orion Heart-under-blade

2017
- Owarimonogatari 2º season - Shinobu Oshino
- Re:CREATORS - Magane Chikujōin
- Made in Abyss- Lyza
- Fate/Apocrypha - Ruler/Juana de Arco
- Kekkai Sensen & Beyond - Luciana Estevez
- Kuroshitsuji book of the Atlantic - Ciel Phantomhive

2018
- Sword Art Online: Alicization - Quinella (Administrator)

2019
- Bem - Mysterious Lady
- Hoshiai no Sora - Kinuyo Kasuga
- Fire Force - Shō Kusakabe
- Fruits Basket - Akito Sōma
- Kimetsu no Yaiba - Tamayo

2020
- Oda Cinnamon Nobunaga - Marie "Lily" Antoinette
- Fugō Keiji Balance: Unlimited - Suzue Kambe
- Re:Zero kara Hajimeru Isekai Seikatsu - Echidna
- Yashahime: Princess Half-Demon - Zero/Otsuyu

2021
- Ranking of Kings - Miranjo
- Fena: Pirate Princess - Helena
- Fruits Basket: The Final - Akito Sōma
- Platinum End - Mirai Kakehashi (niño)

2022
- Koroshi Ai - Hawke Ritzland

2023
- Hikari no Ō - Akira
- Dr. Stone: New World - François
- Trigun Stampede[5] - Rem Saverem

2024
- Chi: Chikyū no Undō ni Tsuite - Rafal

### OVA
2004
- Gunbuster 2 - Lal'C Melk Mal.

2014
- Alice in Borderland - Saori Shibuki.

2015
- Kamisama Hajimemashita: Kako-hen - Kuromaro.

### ONAs
2016
- Koyomimonogatari - Shinobu Oshino

### Películas
2000
- Cardcaptor Sakura Película 2: La Carta Sellada - Carta Vacío/Esperanza (Card Nothing/Hope)
- Tenkū no Escaflowne: A Girl in Gaea - Hitomi Kanzaki

2005
- Final Fantasy VII: Advent Children - Aerith (Aeris) Gainsborough

2007
- Kara no Kyōkai - Shiki Ryougi

2009
- Evangelion: 2.0 You Can (Not) Advance - Mari Illustrious Makinami

2010
- Trigun: Badlands Rumble - Amelia

2011
- Fullmetal Alchemist: la estrella sagrada de Milos - Julia Crichton
- Tekken: Blood Vengeance - Ling Xiaoyu

2012
- Evangelion: 3.0 You Can (Not) Redo - Mari Illustrious Makinami

2016
- Kizumonogatari 1: Tekketsu-hen - Kiss-Shot Acerola-Orion Heart-Under-Blade

2021
- Palabras que burbujean como un refresco - Maria
- Evangelion 3.0 + 1.0 Thrice Upon a Time - Mari Illustrious Makinami

2022
- The First Slam Dunk - Haruko Akagi

### Videojuegos
- Black Rock Shooter The Game (2011), Black Rock Shooter
- Black Rock Shooter The Game (2011), White Rock Shooter
- .hack: Aura, Natsume
- Bujingai: Youka
- Dead or Alive Xtreme Beach Volleyball: Lisa
- Dissidia 012 Final Fantasy: Lightning, Aeris Gainsborough
- Fate/Grand Order (2015), Leonardo Da Vinci, Shiki Ryougi, Jeanne D'Arc (Con sus respectivas variantes)
- Kanon: Mishio Amano
- Magia Record: Shinobu Oshino (Crossover)
- Koukyoushihen Eureka Seven TR1: New Wave: EVA
- Lightning Returns: Final Fantasy Lightning
- Kingdom Hearts: Aerith Gainsborough
- Napple Tale: Pochi, Arsia
- Panzer Dragoon Saga: Azel
- Persona 3: Aegis
- RahXephon: Sokyu Gensokyoku: Reika Mishima
- RED: River Maura
- Tsubasa Chronicle: Tomoyo
- Tales of Xillia: Agria
- God Eater: Alisa Ilinichina
- God Eater 2: Alisa Ilinichina
- Tales of Xillia 2: Agria
- Final Fantasy Type-0: Diva
- Final Fantasy XIII: Lightning
- Final Fantasy XIII-2: Lightning
- Final Fantasy VII: Crisis Core: Aeris Gainsborough
- Saint Seiya Awakening: KOTZ: Saori Kido/Athena
- Sonic the Hedgehog (2006): Princesa Elise
- The 3rd Birthday: Aya Brea
- Digimon Story Cyber Sleuth (2015): Kuremi Kyoko / Alphamon
- Danganronpa V3: Killing Harmony (2017): Maki Harukawa
- Valkyrie Connect: Queen Hel
- Magical Girl Saeko:El Mago Deciende: Michelle Kanagawa.

### Doblaje japonés
- Barbie and the Magic of Pegasus - Barbie
- Barbie: Fairytopia - Barbie
- Brandy & Mr. Whiskers - Brandy Harrington
- Dark Angel - Max
- Doctor Who - Rose Tyler
- High School Musical - Taylor McKessie
- Jurassic Park - Lex
- Romeo and Juliet - Julieta
- Star Wars: The Clone Wars (2003) - Padmé Amidala
- Star Wars: The Clone Wars (2008) - Padmé Amidala
- Terminator 3: Rise of the Machines - Kate Brewster
- Tinker Bell - Fawn
- The Land Before Time - Cera
- The Land Before Time II: The Great Valley Adventure - Cera
- Under Siege 2: Dark Territory'- - Sarah Ryback

## Discografía

### Álbumes
| # Álbum     | Información | Ventas iniciales | Total ventas |
| ----------- | --- | ---------------- | ------------ |
| 1.º         | Grapefruit グレープフルーツ - Fecha lanzamiento: 23 de abril de 1997 - Posición Peak Lista Oricon: #76 - Total semanas en Lista: 1                                       | 3.980            | 3.980        |
| 2.º         | DIVE - Fecha lanzamiento: 14 de diciembre de 1998 - Posición Peak Lista Oricon: #44 - Total semanas en Lista: 3                                                          | 7.010            | 13.400       |
| Compilación | Single Collection + Hotchpotch シングルコレクション＋ハチポチ - Fecha lanzamiento: 16 de diciembre de 1999 - Posición Peak Lista Oricon: #14 - Total semanas en Lista: 9 | 23.170           | 60.130       |
| 3.º         | Lucy - Fecha lanzamiento: 28 de marzo de 2001 - Posición Peak Lista Oricon: #16 - Total semanas en Lista: 4                                                              | 28.530           | 43.080       |
| Miniálbum   | Easy Listening イージーリスニング - Fecha lanzamiento: 8 de agosto de 2001 - Posición Peak Lista Oricon: #12 - Total semanas en Lista: 4                                 | 21.290           | 32.060       |
| Compilación | Single Collection + Nikopachi シングルコレクション＋ニコパチ - Fecha lanzamiento: 30 de julio de 2003 - Posición Peak Lista Oricon: #3 - Total semanas en Lista: 11      | 41.089           | 69.966       |
| 4.º         | Shounen Alice 少年アリス - Fecha lanzamiento: 10 de diciembre de 2003 - Posición Peak Lista Oricon: #8 - Total semanas en Lista: 9                                       | 30.518           | 51.992       |
| 5.º         | Yuunagi LOOP 夕凪LOOP - Fecha lanzamiento: 26 de octubre de 2005 - Posición Peak Lista Oricon: #8 - Total semanas en Lista: 6                                            | 32.070           | 45.552       |
| Miniálbum   | 30minutes night flight - Fecha lanzamiento: 21 de marzo de 2007 - Posición Peak Lista Oricon: #12 - Ventas de la primera semana: 18.484 - Total semanas en Lista: 1      | 18.484           | 29.219       |
| 6.º         | Kazeyomi かぜよみ Wind Reading - Fecha lanzamiento: 14 de enero de 2009 - Posición Peak Lista Oricon: #3 - Ventas de la primera semana: 36,061 - Total semanas en Lista: |                  |              |
| Miniálbum   | Magic Number - Fecha lanzamiento: 11 de noviembre de 2009 - Posición Peak Lista Oricon: #12 - Ventas de la primera semana: 20,046 - Total semanas en Lista: 8            |                  |              |
| Compilación | Everywhere - Fecha lanzamiento: 31 de marzo de 2010 - Posición Peak Lista Oricon: #3 - Ventas de la primera semana: 67,108 - Total semanas en Lista: 10                  |                  |              |
| 7.º         | You Can´t Catch Me - Fecha lanzamiento: 12 de enero de 2011 - Posición Peak Lista Oricon: # - Ventas de la primera semana: - - Total semanas en Lista: -                 |                  |              |
| 8.º         | Singer-Songwriter - Fecha Lanzamiento: 27 de marzo de 2013 - Posición Peak Lista Oricon: #6 - Ventas de la primera semana: 18,259 - Total semanas en Lista: -            | 18,259           | 22,210       |
| 9.º         | Follow Me Up - Fecha Lanzamiento: 30 de septiembre de 2015 - Posición Peak Lista Oricon: #4 - Ventas de la primera semana: 15,000 - Total semanas en Lista: 12           | 15,000           | 22,000       |
| 10.º        | Kyo Dake no Ongaku - Fecha Lanzamiento: 2019 - Posición Peak Lista Oricon: # - Ventas de la primera semana: - - Total semanas en Lista: -                                |                  |              |
| 11.º        | Kioku no Toshokan - Fecha Lanzamiento: 2023 - Posición Peak Lista Oricon: # - Ventas de la primera semana: - - Total semanas en Lista: -                                 |                  |              |

### Sencillos
| Liberado   | Título | Cuadro de ventas de sencillos, mejor posición y ventas Oricon | Cuadro de ventas de sencillos, mejor posición y ventas Oricon | Cuadro de ventas de sencillos, mejor posición y ventas Oricon | Álbum         |
| Liberado   | Título | Semanal                                                       | Debut                                                         | General                                                       | Álbum         |
| ---------- | --- | ------------------------------------------------------------- | ------------------------------------------------------------- | ------------------------------------------------------------- | ------------- |
| 24/04/1996 | "Yakusoku wa Iranai" 約束はいらない                                                                        | #44                                                           | 9.820                                                         | 30.140                                                        | Grapefruit    |
| 21/03/1997 | "CLAMP Gakuen Tanteidan Mini Soundtrack " CLAMP学園探偵団 MINI SOUND TRACK                                 | N/A                                                           | N/A                                                           | N/A                                                           | N/A           |
| 22/09/1997 | "Gift" | N/A                                                           | N/A                                                           | N/A                                                           | Hotchpotch    |
| 22/04/1998 | "Kiseki no Umi" 奇跡の海                                                                                   | #43                                                           | 6.740                                                         | 66.340                                                        | Hotchpotch    |
| 21/11/1998 | "Hashiru" 走る                                                                                             | #87                                                           | 2.300                                                         | 2.300                                                         | DIVE          |
| 21/10/1999 | "Platina" プラチナ                                                                                         | #21                                                           | 17.740                                                        | 38.260                                                        | Hotchpotch    |
| 21/06/2000 | "Yubiwa" 指輪                                                                                              | #30                                                           | 12.020                                                        | 19.310                                                        | Nikopachi     |
| 23/08/2000 | "Shippo no Uta" しっぽのうた                                                                               | #39                                                           | 8.320                                                         | 10.930                                                        | Nikopachi     |
| 16/12/2000 | "Mameshiba" マメシバ                                                                                       | #47                                                           | 5.110                                                         | 7.990                                                         | Lucy          |
| 21/02/2002 | "Hemisphere" ヘミソフィア                                                                                  | #22                                                           | 17.980                                                        | 54.460                                                        | Nikopachi     |
| 21/02/2003 | "Gravity"                                                                                                  | #23                                                           | 12.724                                                        | 27.778                                                        | Nikopachi     |
| 02/04/2003 | "tune the rainbow"                                                                                         | #9                                                            | 12.402                                                        | 38.842                                                        | Nikopachi     |
| 11/05/2005 | "Loop" ループ                                                                                              | #7                                                            | 22.309                                                        | 42.446                                                        | Yuunagi LOOP  |
| 14/06/2006 | "Kazemachi Jet / Spica" 風待ちジェット／スピカ                                                             | #14                                                           | 14.160                                                        | 21.670                                                        | Kazemachi Jet |
| 21/11/2007 | "Saigo no Kajitsu / Mitsubachi to Kagakusha" さいごの果実／ミツバチと科学者                                | #19                                                           | 8.468                                                         | 8.468                                                         | Kazeyomi      |
| 23/04/2008 | "Triangler" トライアングラー                                                                               | #5                                                            | --                                                            | --                                                            | Kazeyomi      |
| 29/10/2008 | "Ame Ga Furu" 雨が降る (                                                                                   | --                                                            | --                                                            | --                                                            | Kazeyomi      |
| 11/11/2009 | "Magic Number" マジックナンバー                                                                            | --                                                            | --                                                            | --                                                            | everywhere    |
| 20/10/2010 | "DOWN TOWN / Yasashisa ni Tsutsumareta Nara" DOWN TOWN / やさしさに包まれたなら (Edición Especial 15 años) | --                                                            | --                                                            | -                                                             |               |
| 19/10/2011 | Buddy | --                                                            | --                                                            | Colaboración con School Food Punishment                       | -             |
| 26/10/2011 | Okaerinasai おかえりなさい                                                                                 | --                                                            | --                                                            | Colaboración con Arai Yumi                                    | -             |